# TT Circuit Assen
O TT Circuit Assen é um autódromo localizado em Assen, nos  Países Baixos. Inaugurado em 1955 foi construído especialmente para corridas de motocicletas, é conhecido como "A Catedral" da motovelocidade.
Recebe o Grande Prêmio dos Países Baixos de Motovelocidade da MotoGP que é disputado tradicionalmente no último fim de semana de junho. Tem capacidade para 100,000 espectadores. Sofreu uma remodelação em 2006. Em 2010 recebeu uma ronda disputada nos Países Baixos da Superleague Fórmula.

## História

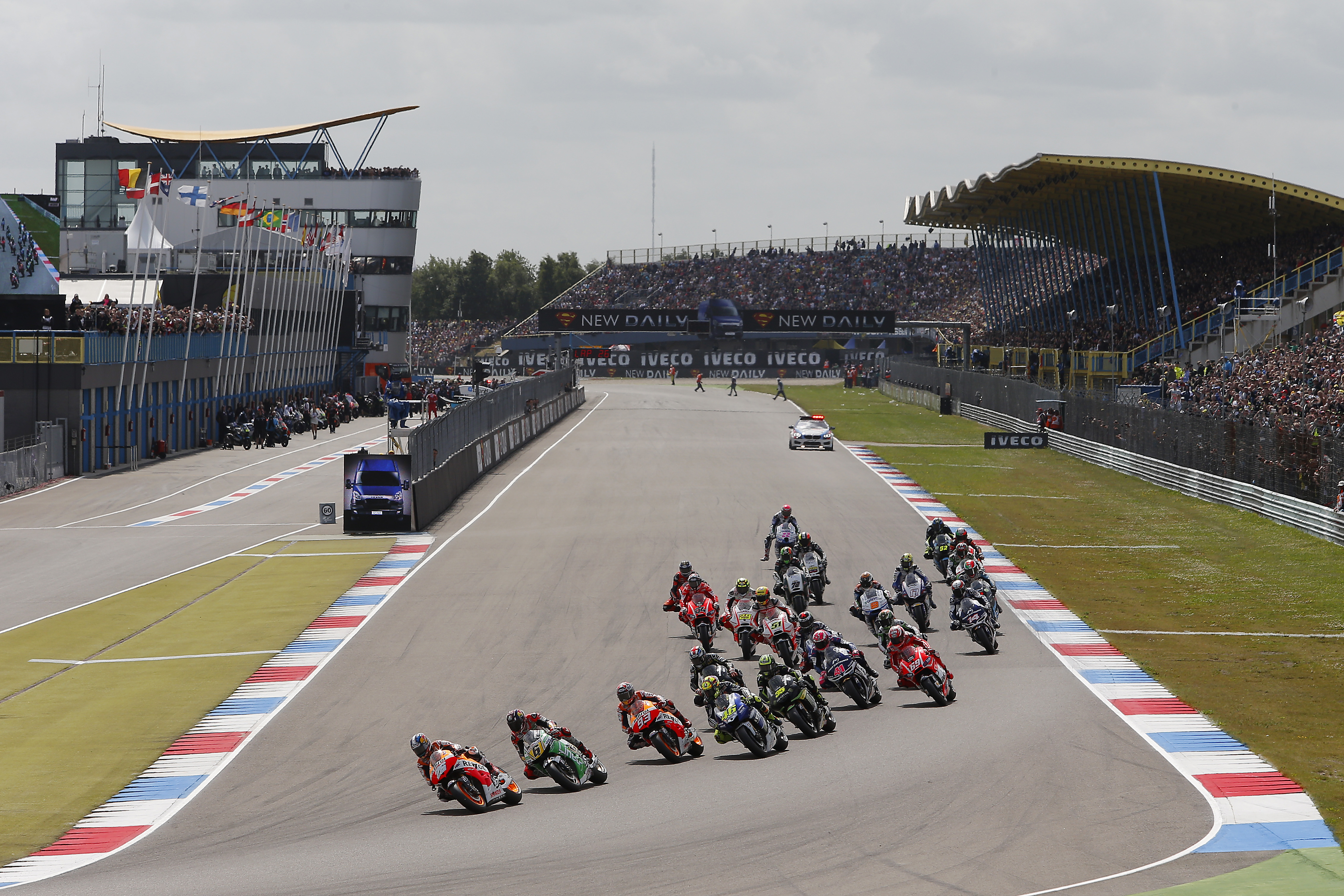
Reta principal do circuito.

Traçado do circuito utilizado até 2005.

O circuito foi usado pela primeira vez em 1925 no Grande Prêmio dos Países Baixos de Motovelocidade aproveitando estradas que ligavam os vilarejos de Borger, Schoonloo e Grolloo, o traçado original tinha 28,57 km, em 1955 passou por uma reforma que alterou o tamanho para 7,705 km, em 2006 passou por outra reforma que alterou o traçado para 4,555 km.